# Thomas Preining
Thomas Preining (* 21. Juli 1998 in Linz) ist ein österreichischer Autorennfahrer. 2023 gewann er mit Manthey Racing als erster Fahrer auf Porsche die DTM-Fahrermeisterschaft. Er ist ebenfalls Sieger des Porsche Carrera Cup Deutschland 2018.

## Karriere als Rennfahrer

### Kart- und Formelsport
Thomas Preining ist der Sohn von Andreas Preining (* 1960), einem in den 1990er-Jahren erfolgreichen österreichischen Motorrad-Rennfahrer.
Thomas Preining war ein erfolgreicher Kartfahrer, der fünf unterschiedliche Junior-Meisterschaften gewann, ehe er 2015 in der Formel 4 sein Monopostodebüt gab. Er fuhr für Mücke Motorsport in der italienischen und deutschen Meisterschaft und wechselte 2016 zu Lechner Racing. Mit dem österreichischen Team beendete er die Meisterschaft als Vierter.

### GT-Motorsport
2017 wechselte er in den Porsche Carrera Cup Deutschland und gewann den Markenpokal 2018 nach zehn Siegen bei 14 Wertungsläufen vor Michael Ammermüller. Der Erfolg brachte ihm einen Junior-Werkvertrag bei Porsche ein.
2019 gab er sein Debüt beim 24-Stunden-Rennen von Le Mans und fuhr Testfahrten für das TAG Heuer Porsche Formula E Team in der FIA-Formel-E-Meisterschaft. Beim 24-Stunden-Rennen von Le Mans 2020 trat er wieder an, wurde jedoch aufgrund der zu geringen Distanz nicht gewertet.
2019 und 2021 fuhr Preining im ADAC GT Masters und gewann dabei 2019 ein Rennen und errang zwei dritte Plätze 2021.

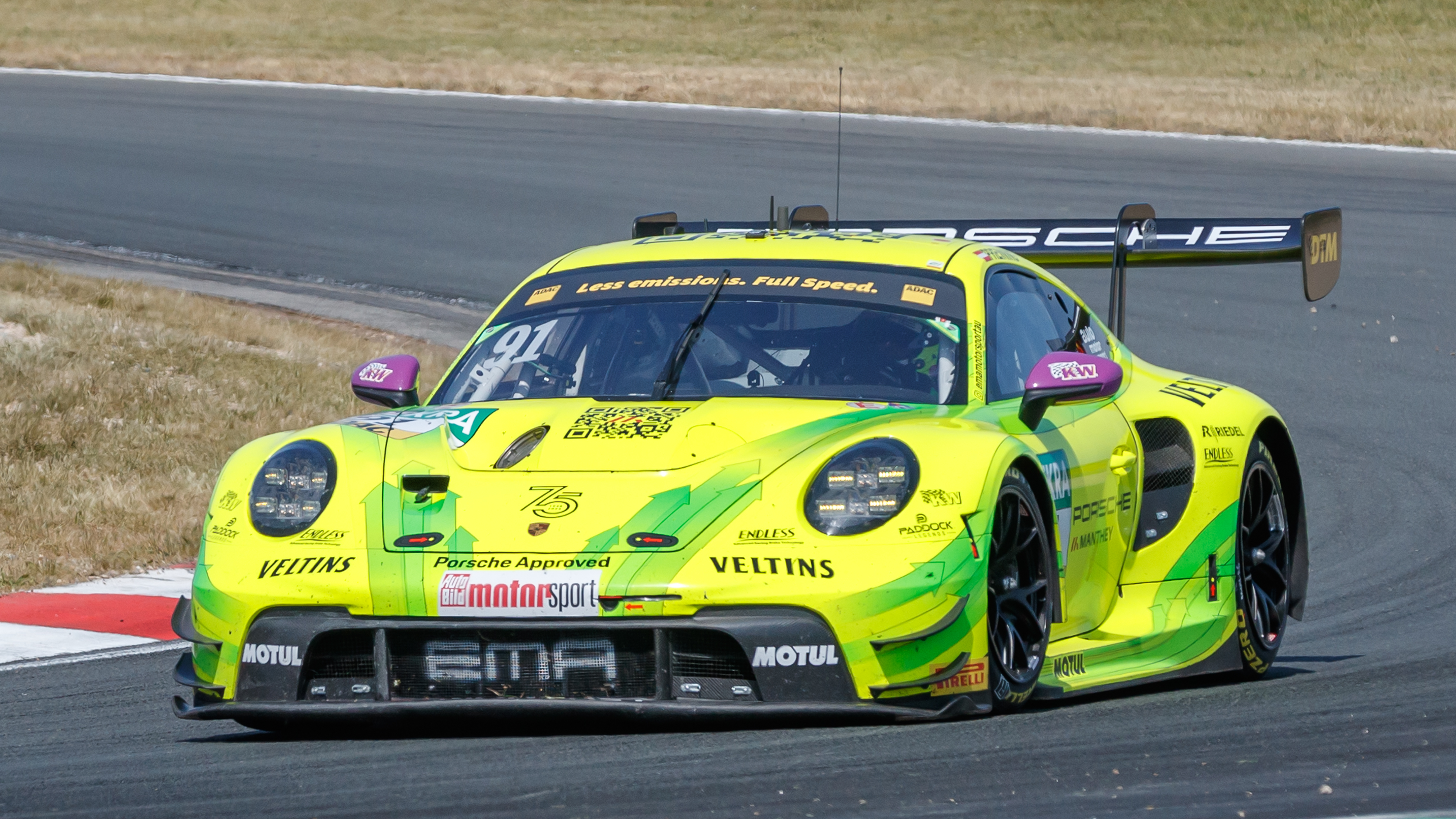
Preining 2023 in der DTM.

2022 wechselte er in die DTM und erreichte am Norisring seinen ersten Sieg, den ersten für Porsche in der DTM überhaupt. Ein zweites Mal siegte er am Red Bull Ring, letztlich wurde er Fünfter in seiner ersten DTM-Saison. Er nahm ebenfalls am 24-Stunden-Rennen auf dem Nürburgring teil, schied jedoch aufgrund eines Unfalls aus. 2023 wechselte er vom KÜS Team Bernhard zu Manthey Racing. Die Saison verlief für ihn und das Team sehr erfolgreich, mit drei Siegen und fünf weiteren Podiumsplatzierungen gewann er den ersten DTM-Titel für Porsche. Nebenbei fuhr er ebenfalls im GT World Challenge Europe Endurance Cup. Zur Saison 2024 fuhr er wieder für Manthey Racing in der DTM, wo er sich mit einem Sieg am Lausitzring den fünften Platz in der Fahrerwertung sichern konnte.

## Statistik

### Karrierestationen
| - 2009–2015: Kartsport - 2015: Deutsche Formel 4 (Platz 21) - 2015: Italienische Formel 4 (Platz 29) - 2016: Deutsche Formel 4 (Platz 4) - 2016: Italienische Formel 4 (Platz 37) - 2017: Porsche Supercup (Platz 19) - 2017: Porsche Carrera Cup Deutschland (Platz 7) | - 2017: Porsche GT3 Cup Brasilien (Platz 23) - 2018: Porsche Supercup (Platz 3) - 2018: Porsche Carrera Cup Deutschland (Meister) - 2018: 24H Series – 911 Class (nicht gewertet) - 2018/19: WEC – GTE Am (Platz 11) - 2019: ELMS – LMGTE (Platz 10) - 2019: ADAC GT Masters (Platz 13) | - 2019: International GT Open (nicht gewertet) - 2019/20: WEC – GTE Am (Platz 15) - 2021: ADAC GT Masters (Platz 13) - 2022: DTM (Platz 5) - 2023: DTM (Meister) - 2024: DTM (Platz 5) - 2025: DTM |

### Einzelergebnisse in der deutschen Formel-4-Meisterschaft
| Jahr | Team                          | 1   | 2   | 3   | 4   | 5   | 6   | 7   | 8   | 9   | 10  | 11  | 12  | 13  | 14  | 15  | 16  | 17  | 18  | 19  | 20  | 21  | 22  | 23  | 24  | Punkte | Rang |
| ---- | ----------------------------- | --- | --- | --- | --- | --- | --- | --- | --- | --- | --- | --- | --- | --- | --- | --- | --- | --- | --- | --- | --- | --- | --- | --- | --- | ------ | ---- |
| 2015 | ADAC Berlin-Brandenburg e. V. | OS1 | OS1 | OS1 | SPI | SPI | SPI | SPA | SPA | SPA | LAU | LAU | LAU | NÜR | NÜR | NÜR | SAC | SAC | SAC | OS2 | OS2 | OS2 | HOC | HOC | HOC | 16     | 21.  |
| 2015 | ADAC Berlin-Brandenburg e. V. | 10  | 29  | 3   | 14  | 11  | 26  |     |     |     |     |     |     |     |     |     |     |     |     |     |     |     |     |     |     | 16     | 21.  |
| 2016 | Lechner Racing                | OS1 | OS1 | OS1 | SAC | SAC | SAC | LAU | LAU | LAU | OS2 | OS2 | OS2 | SPI | SPI | SPI | NÜR | NÜR | NÜR | ZAN | ZAN | ZAN | HOC | HOC | HOC | 180,5  | 4.   |
| 2016 | Lechner Racing                | 6   | 14  | 3   | 28  | 18  | 13  | 3   | 7   | 8   | 2   | DSQ | 5   | 1   | DNF | 16  | 8   | 7   | 1   | 14  | 7   | 10  | 5   | 2   | 5   | 180,5  | 4.   |

### Einzelergebnisse in der italienischen Formel-4-Meisterschaft
| Jahr | Team                          | 1   | 2   | 3   | 4   | 5   | 6   | 7   | 8   | 9   | 10  | 11  | 12  | 13  | 14  | 15  | 16  | 17  | 18  | 19  | 20  | 21  | 22  | 23  | Punkte | Rang |
| ---- | ----------------------------- | --- | --- | --- | --- | --- | --- | --- | --- | --- | --- | --- | --- | --- | --- | --- | --- | --- | --- | --- | --- | --- | --- | --- | ------ | ---- |
| 2015 | ADAC Berlin-Brandenburg e. V. | VAL | VAL | VAL | MNZ | MNZ | MNZ | IMO | IMO | IMO | MUG | MUG | MUG | ADR | ADR | ADR | IMO | IMO | IMO | MIS | MIS | MIS |     |     | 0      | 29.  |
| 2015 | ADAC Berlin-Brandenburg e. V. | 19  | 10  | DNF |     |     |     |     |     |     |     |     |     |     |     |     |     |     |     |     |     |     |     |     | 0      | 29.  |
| 2016 | Lechner Racing                | MIS | MIS | MIS | MIS | ADR | ADR | ADR | ADR | IMO | IMO | IMO | MUG | MUG | MUG | VAL | VAL | VAL | IMO | IMO | IMO | MNZ | MNZ | MNZ | 0      | 37.  |
| 2016 | Lechner Racing                | 12  | 16  | DNP | DNF |     |     |     |     |     |     |     |     |     |     |     |     |     |     |     |     |     |     |     | 0      | 37.  |

### Le-Mans-Ergebnisse
| Jahr | Team                  | Fahrzeug        | Teamkollege       | Teamkollege      | Platzierung     | Ausfallgrund |
| ---- | --------------------- | --------------- | ----------------- | ---------------- | --------------- | ------------ |
| 2019 | Gulf Racing           | Porsche 911 RSR | Mike Wainwright   | Ben Barker       | Rang 38         |              |
| 2020 | Dempsey-Proton Racing | Porsche 911 RSR | Dominique Bastien | Adrien de Leener | nicht klassiert |              |

### Einzelergebnisse in der FIA-Langstrecken-Weltmeisterschaft

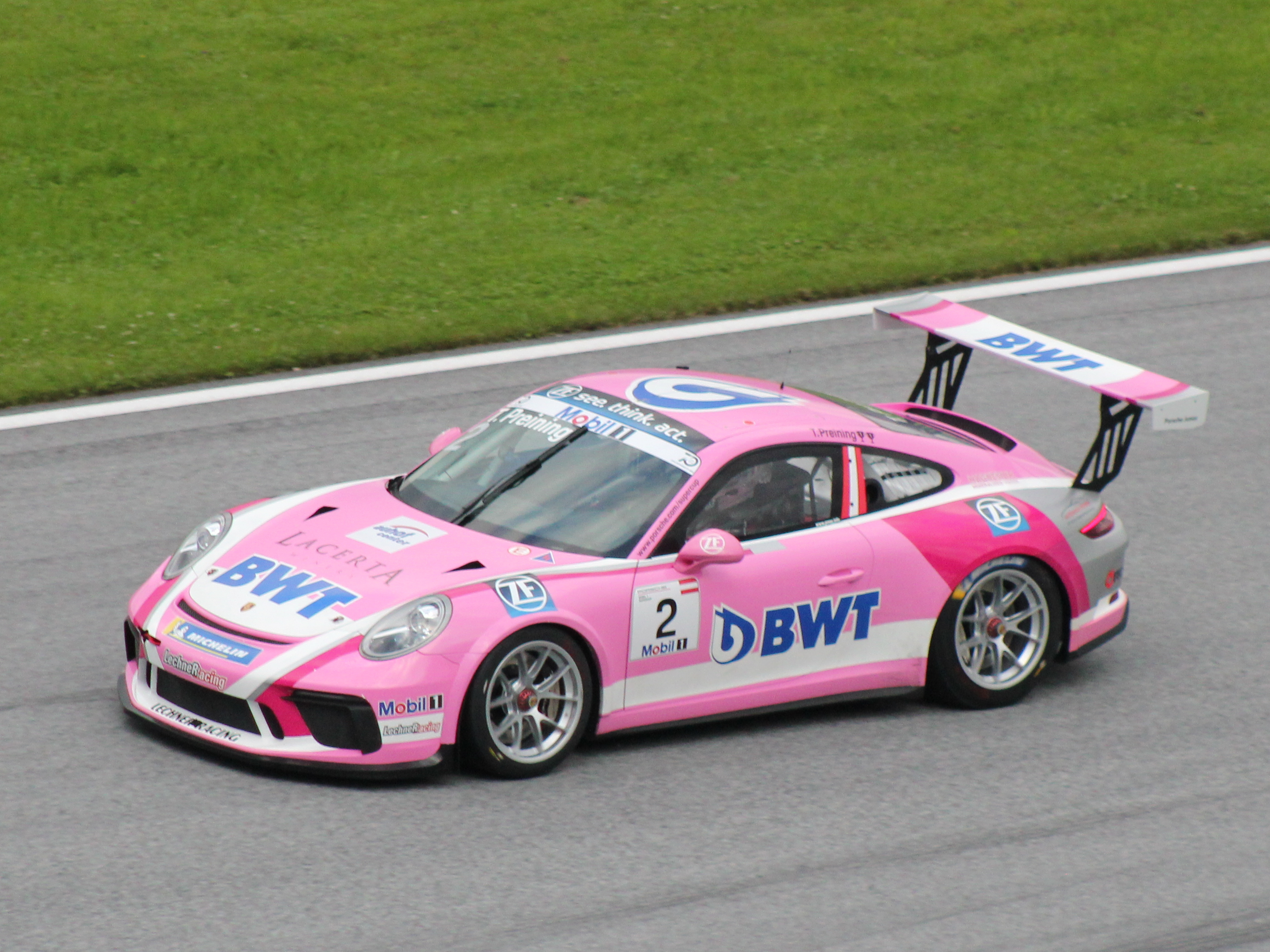
Thomas Preining im Porsche 911 GT3 Cup am Red Bull Ring, beim Rennen zum Porsche Supercup 2018

| Saison  | Team                  | Rennwagen       | 1   | 2   | 3   | 4   | 5   | 6   | 7   | 8   |
| ------- | --------------------- | --------------- | --- | --- | --- | --- | --- | --- | --- | --- |
| 2018/19 | Gulf Racing           | Porsche 911 RSR | SPA | LEM | SIL | FUJ | SHA | SEB | SPA | LEM |
| 2018/19 | Gulf Racing           | Porsche 911 RSR |     |     |     | 26  | 30  | 23  | 31  | 38  |
| 2019/20 | Dempsey-Proton Racing | Porsche 911 RSR | SIL | FUJ | SHA | BAH | AUS | SPA | LEM | BAH |
| 2019/20 | Dempsey-Proton Racing | Porsche 911 RSR | 29  | 27  | 24  | DNF | 28  |     | DNF |     |

### Einzelergebnisse im Porsche Carrera Cup Deutschland
| Jahr | Team               | 1   | 2   | 3   | 4   | 5   | 6   | 7   | 8   | 9   | 10  | 11  | 12  | 13  | 14  | 15  | 16  | Punkte | Rang |
| ---- | ------------------ | --- | --- | --- | --- | --- | --- | --- | --- | --- | --- | --- | --- | --- | --- | --- | --- | ------ | ---- |
| 2017 | Konrad Motorsport  | HO1 | HO1 | LAU | LAU | RBR | RBR | NOR | NOR | NÜ1 | NÜ1 | NÜ2 | NÜ2 | SAC | SAC | HO2 | HO2 | 130    | 6.   |
| 2017 | Konrad Motorsport  | 4   | 7   | 5   | 6   | 10  | DNF | 8   | 3   | 1   | 2   | 24  | 6   | 4   | 17  | 11  | 1   | 130    | 6.   |
| 2018 | BWT Lechner Racing | OSC | OSC | RBR | RBR | NÜ1 | NÜ1 | NÜ2 | NÜ2 | ZAN | ZAN | SAC | SAC | HOC | HOC |     |     | 279    | 1.   |
| 2018 | BWT Lechner Racing | 11  | 7   | 1   | 1   | 1   | 1   | 2   | 1   | 1   | 2   | 1   | 1   | 1   | 1   |     |     | 279    | 1.   |

### Einzelergebnisse im Porsche Supercup
| Jahr | Team               | 1   | 2  | 3 | 4 | 5 | 6  | 7 | 8 | 9 | 10 | 11 | Punkte | Rang |
| ---- | ------------------ | --- | -- | - | - | - | -- | - | - | - | -- | -- | ------ | ---- |
| 2017 | Lechner Racing     |     |    |   |   |   |    |   |   |   |    |    | 22     | 19.  |
| 2017 | Lechner Racing     |     |    |   |   |   | 18 |   |   |   | 6  | 5  | 22     | 19.  |
| 2018 | BWT Lechner Racing |     |    |   |   |   |    |   |   |   |    |    | 135    | 3.   |
| 2018 | BWT Lechner Racing | DNF | 14 | 1 | 8 | 4 | 1  | 1 | 1 | 3 | 4  |    | 135    | 3.   |

### Einzelergebnisse in der ADAC GT Masters
| Jahr | Team                        | 1   | 2   | 3   | 4   | 5   | 6   | 7   | 8   | 9   | 10  | 11  | 12  | 13  | 14  | Punkte | Rang |
| ---- | --------------------------- | --- | --- | --- | --- | --- | --- | --- | --- | --- | --- | --- | --- | --- | --- | ------ | ---- |
| 2019 | Precote Herberth Motorsport | OSC | OSC | MOS | MOS | RBR | RBR | ZAN | ZAN | NÜR | NÜR | HOC | HOC | SAC | SAC | 79     | 13.  |
| 2019 | Precote Herberth Motorsport | 6   | 1   | 21  | DNF | 7   | DNF | DNF | 17  | 9   | 12  | 24  | 6   | 13  | 8   | 79     | 13.  |
| 2021 | KÜS Team Bernhard           | OSC | OSC | RBR | RBR | ZAN | ZAN | LAU | LAU | SAC | SAC | HOC | HOC | NÜR | NÜR | 74     | 13.  |
| 2021 | KÜS Team Bernhard           | 26  | 8   | 11  | 17  | DNF | DNF | DNF | 15  | 5   | 3   | 12  | 4   | 3   | DNF | 74     | 13.  |

### Einzelergebnisse in der DTM
| Jahr | Team              | 1   | 2   | 3   | 4     | 5   | 6   | 7   | 8   | 9   | 10  | 11  | 12  | 13  | 14  | 15  | 16  | Punkte | Rang |
| ---- | ----------------- | --- | --- | --- | ----- | --- | --- | --- | --- | --- | --- | --- | --- | --- | --- | --- | --- | ------ | ---- |
| 2022 | KÜS Team Bernhard | POR | POR | LAU | LAU   | IMO | IMO | NOR | NOR | NÜR | NÜR | SPA | SPA | SPI | SPI | HOC | HOC | 116    | 5.   |
| 2022 | KÜS Team Bernhard | 13  | DNF | DNF | DNF   | 4   | DNF | 1   | 9   | DNF | 7   | 3   | 3   | 5   | 1   | DNF | DNS | 116    | 5.   |
| 2023 | Manthey-Racing    | OSC | OSC | ZAV | ZAV   | NOR | NOR | NÜR | NÜR | LAU | LAU | SAC | SAC | RBR | RBR | HOC | HOC | 246    | 1.   |
| 2023 | Manthey-Racing    | 11  | 3   | 7   | 2     | 12  | 1   | 3   | 5   | 15  | 4   | 2   | 4   | 6   | 3   | 1   | 1   | 246    | 1.   |
| 2024 | Manthey-Racing    | OSC | OSC | LAU | LAU   | ZAV | ZAV | NOR | NOR | NÜR | NÜR | SAC | SAC | RBR | RBR | HOC | HOC | 158    | 5.   |
| 2024 | Manthey-Racing    | 10  | 13  | 3   | 1     | 14  | 10  | 14  | 6   | 7   | 7   | 6   | 4   | 12  | 2   | 14  | 4   | 158    | 5.   |
| 2025 | Manthey-Racing    | OSC | OSC | LAU | LAU   | ZAV | ZAV | NOR | NOR | NÜR | NÜR | SAC | SAC | RBR | RBR | HOC | HOC | 115*   | 5.*  |
| 2025 | Manthey-Racing    | 343 | 3   | 6   | 2DNF3 | DNF | 3   | 2   | 1   | 9   | 10  |     |     |     |     |     |     | 115*   | 5.*  |

| Legende  | Legende            | Legende                                                          |
| Farbe    | Abkürzung          | Bedeutung                                                        |
| -------- | ------------------ | ---------------------------------------------------------------- |
| Gold     | –                  | Sieg                                                             |
| Silber   | –                  | 2. Platz                                                         |
| Bronze   | –                  | 3. Platz                                                         |
| Grün     | –                  | Platzierung in den Punkten                                       |
| Blau     | –                  | Klassifiziert außerhalb der Punkteränge                          |
| Violett  | DNF                | Rennen nicht beendet (did not finish)                            |
| Violett  | NC                 | nicht klassifiziert (not classified)                             |
| Rot      | DNQ                | nicht qualifiziert (did not qualify)                             |
| Rot      | DNPQ               | in Vorqualifikation gescheitert (did not pre-qualify)            |
| Schwarz  | DSQ                | disqualifiziert (disqualified)                                   |
| Weiß     | DNS                | nicht am Start (did not start)                                   |
| Weiß     | WD                 | zurückgezogen (withdrawn)                                        |
| Hellblau | PO                 | nur am Training teilgenommen (practiced only)                    |
| Hellblau | TD                 | Freitags-Testfahrer (test driver)                                |
| ohne     | DNP                | nicht am Training teilgenommen (did not practice)                |
| ohne     | INJ                | verletzt oder krank (injured)                                    |
| ohne     | EX                 | ausgeschlossen (excluded)                                        |
| ohne     | DNA                | nicht erschienen (did not arrive)                                |
| ohne     | C                  | Rennen abgesagt (cancelled)                                      |
| ohne     | keine WM-Teilnahme |                                                                  |
| sonstige | P/fett             | Pole-Position                                                    |
| sonstige | 1/2/3/4/5/6/7/8    | Punktplatzierung im Sprint-/Qualifikationsrennen                 |
| sonstige | SR/kursiv          | Schnellste Rennrunde                                             |
| sonstige | *                  | nicht im Ziel, aufgrund der zurückgelegten Distanz aber gewertet |
| sonstige | ()                 | Streichresultate                                                 |
| sonstige | unterstrichen      | Führender in der Gesamtwertung                                   |